# Yvonne Mascarenhas
Yvonne Primerano Mascarenhas (Pederneiras, 21 de julho de 1931) é uma química, pesquisadora e professora universitária brasileira. 
Grande oficial da Ordem Nacional do Mérito Científico e membro titular da Academia Brasileira de Ciências desde 2001, foi a primeira mulher a ocupar uma cadeira no Departamento de Física da Escola de Engenharia de São Carlos (EESC/USP), em 1956, e uma das pioneiras na fundação do então Instituto de Química e Física de São Carlos (IFQSC/USP).

## Biografia
Yvonne nasceu 1931, em Pederneiras, interior do estado de São Paulo. Aos dez anos, mudou-se para o Rio de Janeiro, onde cursou o ensino médio no Colégio Mello e Souza. Em 1953, graduou-se em Química pela Faculdade Nacional de Filosofia da Universidade do Brasil (hoje a Universidade Federal do Rio de Janeiro). No ano seguinte, obteve o título de bacharel em Física pela Universidade do Estado da Guanabara (hoje a Universidade do Estado do Rio de Janeiro). Em 1956, foi contratada como professora assistente pela Escola de Engenharia de São Carlos, na época única unidade da Universidade de São Paulo na cidade.

## Carreira
O interesse pela cristalografia teve início no Rio de Janeiro, ao participar de uma disciplina ministrada pelo professor Elysiário Távora Filho, cujo principal interesse era a geoquímica, o curso evidenciou a forte correlação existente entre a estrutura cristalina e as propriedades dos materiais. Depois de um estágio no laboratório de cristalografia da Universidade de Pittsburgh, entre 1959 e 1960, Yvonne optou de vez pela área da cristalografia.
De volta ao Brasil, defendeu em 1963, na Escola de Engenharia de São Carlos, a tese de doutorado intitulada “Determinação de estruturas cristalinas por difração de raios X: estudo do formato manganoso bi-hidratado”, sob a orientação do Dr. Theodureto de Arruda Souto. Após se doutorar, foi pesquisadora na Universidade de Princeton, em 1966, novamente com apoio da Comissão Fulbright, e professora visitante no Instituto Politécnico Nacional, do México, em 1967.
Seus trabalhos pioneiros em cristalografia no Brasil, na década de 1960, deram origem ao grupo de cristalografia do Instituto de Física e Química de São Carlos, da Universidade de São Paulo. Tendo contato com outros cristalógrafos do exterior, Yvonne fundou, junto de outros pesquisadores, a Sociedade Brasileira de Cristalografia em 29 de outubro de 1971. Foi presidente desta entidade em diversas ocasiões, mesmo depois de sua aposentadoria.
Em 1971, obteve o título de livre-docente pela Escola de Engenharia de São Carlos. Atuou ainda como professora visitante na Harvard Medical School, de 1972 a 1973, e no Birkbeck College da Universidade de Londres, entre 1979 e 1980. Foi professora titular do Instituto de Física e Química de São Carlos a partir de 1981. Quando a unidade foi dividida nos Institutos de Física e de Química, em 1994, Yvonne permaneceu no primeiro, até sua aposentadoria compulsória em 2001, sem se desligar de fato das atividades de pesquisa e ensino.
Em 1998 recebeu a Ordem Nacional do Mérito Científico, na classe Grã-Cruz, concedido pelo então presidente da República, Fernando Henrique Cardoso. Em 2001, ingressou na Academia Brasileira de Ciências como membro titular. Em 2013, foi homenageada com o título de pesquisadora emérita do CNPq. Foi uma das 12 cientistas a receber o prêmio IUPAC-2017 Distinguished Women in Chemistry or Chemical Engineering Awardspela da União Internacional de Química Pura e Aplicada (Iupac) á mulheres com realizações de impacto na pesquisa em química ou engenharia química.
Em sua trajetória acadêmica, orientou inúmeras dissertações de mestrado e teses de doutorado, tendo publicado mais de 150 artigos em revistas indexadas sobre cristalografia. Coordena desde 2001 um grupo de trabalho sobre o tema no Instituto de Estudos Avançados da Universidade de São Paulo, além de uma agência de difusão cientifica no portal Ciência Web. Mesmo aposentada, ainda é atuante, como colaboradora e professora aposentada em exercício, no Instituto de Física de São Carlos.

## Vida pessoal
Interessada em música, deu apoio ao curso de iniciação musical organizado para os estudantes da Escola de Engenharia de São Carlos, na Fazenda Monte Alegre, em Descalvado, na década de 1970. No início dos anos 90, coordenou o movimento de música erudita da Fundação Theodoreto Souto. Foi casada com o professor e pesquisador Sergio Mascarenhas, com quem teve quatro filhos.

## Prêmios
Yvone recebeu diversas condecorações, prêmios e homenagens como as seguintes:
- 1991 — Macromolecular Computer Modelling as a Tool in Structural Studies of Target Proteins in Rational Drug Design and Genetic Engennering, Outorgado no Primeiro Congresso Latinoamericano de Biotecnologia.
- 1996 — Aplicações da Cristalografia à Química do Estado Sólido. UFSCar/Centro de Ciências Exatas e de Tecnologia, Departamento de Química/Laboratório Interdisciplinar de Eletroquímica e Cerâmica (LIEC).
- 1997 — Homenageada pela Câmara Municipal de São Carlos pela dedicação ao ensino, pesquisa e difusão de conhecimentos no país e, em reconhecimento aos 40 anos de serviços à cidade com a criação de instituições pioneiras junto a USP, Universidade Federal de São Carlos e Embrapa.
- 1998 — agraciada com a Ordem Nacional do Mérito Científico, ONMC/MCT na Classe da Grã–Cruz, pelo Presidente da República, Fernando Henrique Cardoso, através de telegrama TLG/MCT no.140/98, de 19/10/98 do Dr. José Israel Vargas Ministro da Ciência e Tecnologia e Cha, Palácio do Planalto em sessão solene presidida pelo Senhor Presidente da República Fernando Henrique.
- 1999 — Eleita Mulher do Ano pela União Cívica Feminina de São Carlos – Câmara Municipal de São Carlos
- 1998 — Homenageada pela Sociedade Brasileira de Química (SBQ) com a outorga da Medalha Simão Mathias, pela sua contribuição ao desenvolvimento da Química, Auditório Cassino do Grande Hotel de Poços de Caldas, no âmbito da 21a. Reunião Anual da SBQ.
- 2000 — Membro Titular da Academia Brasileira de Ciências, Academia Brasileira de Ciências.
- 2001 — Posse como novos acadêmicos da Academia Brasileira de Ciências, Academia Brasileira de Ciências.
- 2001 — Simpósio e Comemorações em Homenagem ao Septuagésimo, Diretoria e o Grupo de Cristalografia do Instituto de Física de São Carlos/USP.
- 2001–Homenageada pela Congregação do Instituto de Química de São Carlos, Instituto de Química de São Carlos/USP.
- 2001 — Melhor painel apresentado na Seção de Catálise com o trabalho CT 002 – Análise Estrutural de Zeólitas y Contendo Terras Raras (Ernay, Honay, Tmnay e Tbnay) por refinamento de Rietveld, Sociedade Brasileira de Química.
- 2002 — Indicada para integrar o Conselho Consultivo do Projeto Universidade Aberta à Terceira Idade, USP — Universidade de São Paulo.
- 2005 — Homenagem durante sessão solene do Ano Mundial da Física, Câmara dos Deputados.
- 2006 — Intitulada Professora Hemérita pela Congregação do Instituto de Física de São Carlos, IFSC.
- 2006 — Denominação do prédio do Núcleo Operacional do S. Carlos Science Park de Solar da Inovação Sérgio e Yvonne Mascarenhas, Parq Tec.
- 2007 — Professora Honorária, USP/IEA.
- 2012 — Membro Emérito, Seção de Ciências Físicas, Academia Paraense de Ciências.
- 2012 — Huésped de Honor de la Universidad Nacional del Litoral, Universidad Nacional de Litoral, Santa Fé, Argentina.
- 2013 — Professor Emérito do CNPq, CNPq.
- 2014 — Pioneiras da Ciência no Brasil, CNPq
- 2017 — Distinguished Women in Chemistry or Chemical Engineering Awards, IUPAC
- 2024 — Prêmio Carolina Bori, Mulheres na Ciência, Sociedade Brasileira para o Progresso da Ciência